# Tầng Chibania
| Hệ/ Kỷ | Thống/ Thế | Bậc/ Kỳ             | Tuổi (Ka) | Tuổi (Ka) |
| --- | ---------- | ------------------- | --------- | --------- |
| Đệ Tứ | Holocen    | Meghalaya           | 0         | 4,250     |
| Đệ Tứ | Holocen    | Northgrip           | 4,250     | 8,236     |
| Đệ Tứ | Holocen    | Greenland           | 8,236     | 11,70     |
| Đệ Tứ | Pleistocen | 'Trên'/Muộn         | 11,70     | 129,0     |
| Đệ Tứ | Pleistocen | Chibania hay 'Giữa' | 129,0     | 774,0     |
| Đệ Tứ | Pleistocen | Calabria            | 774       | 1.806     |
| Đệ Tứ | Pleistocen | Gelasia             | 1.806     | 2.588     |
| Tân Cận | Pliocen    | Piacenza            | 2.588     | 3.600     |
| Ghi chú và tham khảoSubdivision of the Quaternary Period according to the ICS, as of May 2019. For the Holocene, dates are relative to the year 2000 (e.g. Greenlandian began 11,700 years before 2000). For the beginning of the Northgrippian a date of 8,236 years before 2000 has been set. The Meghalayan has been set to begin 4,250 years before 2000. 'Tarantian' is an informal, unofficial name proposed for a stage/age to replace the equally informal, unofficial 'Upper Pleistocene' subseries/subepoch. In Europe and North America, the Holocene is subdivided into Preboreal, Boreal, Atlantic, Subboreal, and Subatlantic stages of the Blytt–Sernander time scale. There are many regional subdivisions for the Upper or Late Pleistocene; usually these represent locally recognized cold (glacial) and warm (interglacial) periods. The last glacial period ends with the cold Younger Dryas substage. |            |                     |           |           |

Tầng Chibania, được biết đến rộng rãi với tên gọi trước đây của nó là Pleistocen giữa, là một bậc địa tầng trong thế Pleistocen của kỷ Đệ tứ đang diễn ra.
Tên Chibania được chính thức phê chuẩn vào tháng 1 năm 2020. Chibania được ước tính kéo dài trong khoảng thời gian từ 0,770 Ma BP (770 Ka BP) đến 0,126 Ma (126 Ka BP), cũng được biểu thị bằng 770–126 Ka BP. Nó bao gồm quá trình chuyển đổi trong cổ sinh vật học từ Paleolithic sớm đến Paleolithic giữa, kéo dài trên 300 Ka BP. Chibania kế tiếp tầng Calabria và kế tục là tầng Tarantia đang đề xuất (Pleistocen muộn).
Khởi đầu của Chibania là sự kiện đảo ngược Brunhes-Matuyama, khi từ trường Trái Đất trải qua sự đảo ngược lần cuối. Nó kết thúc với sự bắt đầu của thời kỳ gian băng Eemia hay Giai đoạn đồng vị biển 5 (Marine Isotope Stage 5).
Thuật ngữ Pleistocen giữa được sử dụng như một định danh tạm thời hoặc "bán chính thức" do Liên hiệp Khoa học Địa chất Quốc tế (IUGS) đưa ra. Trong khi ba tuổi thấp nhất của Pleistocen là Gelasia, Calabria và Chibania đã được chính thức xác định, thì Pleistocen muộn vẫn chưa được xác định chính thức, cùng với việc xem xét việc phân chia Anthropocen được đề xuất là phân vị của Holocen.
| Niên đại   | Cổ khí hậu | Băng hà                                                 | Cổ sinh                                                         |
| ---------- | ---------- | ------------------------------------------------------- | --------------------------------------------------------------- |
| 790–761 Ka | MIS 19     | Băng hà Günz (Elbe)                                     | Peking Man (Homo erectus)                                       |
| 761–712 Ka | MIS 18     |                                                         |                                                                 |
| 712–676 Ka | MIS 17     |                                                         |                                                                 |
| 676–621 Ka | MIS 16     |                                                         |                                                                 |
| 621–563 Ka | MIS 15     | Gian băng Gunz-Haslach                                  | Heidelberg Man (Homo heidelbergensis), Sọ Bodo                  |
| 563–524 Ka | MIS 14     |                                                         |                                                                 |
| 524–474 Ka | MIS 13     | Kết thúc Gian băng Cromeria (Günz-Mindel)               | Boxgrove Man (Homo heidelbergensis)                             |
| 474–424 Ka | MIS 12     | Tầng Anglia in Britain; Băng hà Haslach                 | Tautavel Man (Homo erectus)                                     |
| 424–374 Ka | MIS 11     | Tầng Hoxnia (Britain), Tầng Yarmouthian (North America) | Swanscombe Man (Homo heidelbergensis)                           |
| 374–337 Ka | MIS 10     | Băng hà Mindel, Băng hà Elster, Băng hà Riss            |                                                                 |
| 337–300 Ka | MIS 9      | Gian băng Purfleet in Britain                           | Mousteria                                                       |
| 300–243 Ka | MIS 8      |                                                         | Irhoud 1 (Homo sapiens); Paleolithic giữa; Haplogroup A (Y-DNA) |
| 243–191 Ka | MIS 7      | Gian băng Aveley in Britain                             | Galilee Man; Haua Fteah                                         |
| 191–130 Ka | MIS 6      | Tầng Illinoi                                            | Herto Man (Homo sapiens); Macro-haplogroup L (mtDNA); Mousteria |
| 130–123 Ka | MIS 5e     | Đỉnh của Gian băng Eemian, hay Ipswichia in Britain     | Klasies River Caves; Sangoan                                    |